# یامنه ناد اورلیتسی
یامنه ناد اورلیتسی (به چکی: Jamné nad Orlicí) یک منطقهٔ مسکونی در جمهوری چک است که در ناحیه اوستی ناد اورلیتسی واقع شده‌است. یامنه ناد اورلیتسی ۷۱۷ نفر جمعیت دارد.